# Badong
Badong, tidigare romaniserat Patung, är ett härad som lyder under den autonoma prefekturen Enshi i Hubei-provinsen i centrala Kina. Det ligger omkring 380 kilometer väster om provinshuvudstaden Wuhan.

## Källa
1. ↑  ”worldpostmarks.net”. Arkiverad från originalet den 2 januari 2015. https://web.archive.org/web/20150102101710/http://worldpostmarks.net/HTML%20Countries/china.htm. Läst 9 februari 2015.